# Jean Dieudonné Lion
Pour les articles homonymes, voir Lion (homonymie).
 (décembre 2019).
Si vous disposez d'ouvrages ou d'articles de référence ou si vous connaissez des sites web de qualité traitant du thème abordé ici, merci de compléter l'article en donnant les références utiles à sa vérifiabilité et en les liant à la section « Notes et références ».
Jean Dieudonné Lion est un général belge de l’Empire et de la Restauration, né le 28 octobre 1771 à Morialmé en Belgique et mort le 8 août 1840 à Châlons-sur-Marne, dans la Marne.

## Biographie

### Du soldat au capitaine de chasseurs à cheval
Soldat au Régiment Royal-Liégeois le 10 septembre 1789, il est fait fourrier le 1er janvier 1791 et sergent le 1er avril 1792. Maréchal des logis dans le 20e régiment de chasseurs à cheval le 10 octobre 1792, il fait toutes les campagnes depuis cette époque jusqu'en l'an IX aux armées des Ardennes, de Sambre-et-Meuse, de Rhin-et-Moselle, de Mayence, du Danube et du Rhin. Nommé sous-lieutenant le 1er pluviôse an II, il devient lieutenant le 28 ventôse an IV. Le 24 août 1796, à l'affaire de Friedberg, il charge les forces adverses à la tête de la 8e compagnie de son régiment. Les Autrichiens, débusqués, perdent deux pièces d'artillerie tandis qu'un de leurs bataillons d'infanterie est fait prisonnier avec 20 hussards autrichiens. Le 25 frimaire an V, à l'affaire de Mainbourg, il s'empare des hauteurs qui dominent la ville, oblige un bataillon à déposer les armes et prend un drapeau ainsi que deux pièces de canon. Le 19 messidor an VII, à la reprise d'Offenbourg, il commande la compagnie du 20e chasseurs à cheval présente sur les lieux.
Capitaine le 11 frimaire an VIII, il participe à l'affaire de Lapheim le 1er prairial suivant. Toujours avec sa compagnie, il soutient le choc de 200 dragons autrichiens venant de mettre en déroute une compagnie du 13e de dragons et sauve l'infanterie qui, envoyée en avant, se trouve alors fortement compromise. Le lendemain, à la bataille d'Erbach, il contient les tirailleurs ennemis et les empêche de s'emparer d'un plateau d'où se révèlent les mouvements de l'armée française. Dans une charge vigoureusement conduite, il tue trois ennemis de sa main et fait prisonnier leur officier, non sans être blessé d'un coup de sabre à la joue gauche. En l'an XII, il était du camp de Bruges, où il fut nommé membre de la Légion d'honneur le 26 frimaire. Il servit au camp de Brest et au corps d'Irlande en l'an XIII, et passa à l'armée du Nord en l'an XIV. 

### Campagnes de l'Empire
D'abord à l'armée de Batavie puis à la Grande Armée, il fait la campagne de 1806 en Prusse. À la bataille d'Eylau, il reçoit un coup de sabre au bras gauche. Fait chef d'escadron le 8 mai suivant, il passe au 2e régiment de chasseurs à cheval le 30 du même mois. En 1808, faisant partie du corps d'observation, il entre en Allemagne avec la Grande Armée. Le 20 avril 1809, à la tête de la compagnie d'élite de son régiment, il charge deux bataillons hongrois, les contraint à mettre bas les armes et enlève deux drapeaux qui sont présentés à l'Empereur comme étant les premiers pris dans la campagne. Le 29 du même mois, il devient officier de la Légion d'honneur et dès le lendemain, colonel du 14e régiment de chasseurs à cheval et baron de l'Empire.
Peu après, à la bataille d'Essling, il est blessé par un boulet à la jambe gauche. Le 10 août suivant, l'Empereur le nomme colonel-major des chasseurs à cheval de la Garde impériale. Avec ce corps d'élite, il prend part aux campagnes de 1812 et 1813 ; le 23 juin de cette dernière année, il est promu au grade de général de brigade et maintenu dans ses fonctions de major des chasseurs de la Garde impériale. Pendant la campagne de France en 1814, il est blessé d'un coup de feu à la tête et d'un autre à la main droite le 13 février, à la bataille de Vauchamps. 

### Au service de la monarchie
Le gouvernement royal le conserve dans ses fonctions de major du corps royal des chasseurs de France, et Louis XVIII le crée chevalier de Saint-Louis le 19 juillet suivant. Le 9 mars 1815, le général Lefebvre-Desnouettes, commandant les chasseurs royaux de France, part de Cambrai et se met en marche sur Paris. Son intention est de réunir les régiments qu'il trouve sur sa route et de marcher avec eux sur la capitale pour y faire reconnaître l'autorité de Napoléon Ier. Il échoue d'abord à La Fère, puis à Compiègne. Ces deux tentatives infructueuses donnent l'éveil aux officiers des chasseurs de France. Ils se rendent chez le général Lefebvre-Desnouettes, ayant à leur tête le général Lion, pour lui demander des explications sur le mouvement en train d'être exécuté. Lefebvre-Desnouettes leur ayant proposé d'aller rejoindre l'Empereur, les officiers refusent de seconder son projet. Le général Lion prend alors le commandement du régiment et le reconduit à Cambrai.
Louis XVIII le nomme commandant du corps royal des chasseurs de France le 19 mars 1815. Mis en disponibilité le 14 avril suivant, il reçoit le 9 juin une lettre de service pour être employé comme général de brigade à la suite de la réserve de cavalerie de l'armée du Nord. Après la bataille de Waterloo, le gouvernement royal promeut le baron Lion au grade de lieutenant-général le 21 juin 1815. Il se voit également conférer le titre de comte et le commandement de la 2e division militaire le 7 septembre de la même année.
Compris comme disponible dans le cadre de l'état-major général de l'armée le 30 décembre 1818, il reprend de nouveau le commandement de la 2e division militaire le 19 janvier 1820, avant d'être élevé à la dignité de grand officier de la Légion d'honneur le 1er mai 1821 et nommé commandeur de l'ordre royal et militaire de Saint-Louis le 20 août 1823. Charles X, à l'occasion de son sacre, le fait grand-croix de la Légion d'honneur. Mis en disponibilité le 6 août 1830, inspecteur général de la gendarmerie dans les 8e, 9e et 20e divisions militaires, il est mis en non-activité le 28 octobre 1836 et placé le 15 août 1839 dans la section de réserve du cadre de l'état-major général. Retiré à Châlons-sur-Marne, il y meurt le 8 août 1840.

## Distinctions
- Grand-croix de la Légion d'honneur, 23 mai 1825[1].
- Commandeur de l'ordre royal et militaire de Saint-Louis, 20 août 1823.